# Stadion Gwangju World Cup
Stadion Gwangju World Cup, Gwangju World Cup Stadium – wielofunkcyjny stadion sportowy położony w koreańskim mieście Gwangju. Spotkania domowe rozgrywa na nim klub K-League, Gwangju FC. Nazwany na cześć byłego selekcjonera Korei Południowej, Guusa Hiddinka.

## Historia
Stadion został otwarty w 2001 roku. Posiada 44 118 miejsc siedzących. Rozegrane zostały na nim trzy mecze Mistrzostw Świata 2002:
Mecze fazy grupowej:
- 2 czerwca:  Hiszpania 3 : 1 Słowenia
- 4 czerwca:  Chiny 0 : 2 Kostaryka

Ćwierćfinał:
- 22 czerwca:  Hiszpania 0 : 0 (kar. 3-5) Korea Płd.